# Amici come prima (Lazza e Low Kidd)
Amici come prima è un singolo del progetto 333 Mob del DJ producer italiano Low Kidd, in collaborazione con il rapper Lazza, pubblicato il 4 luglio 2025 come primo estratto del primo album in studio di 333 Mob OSTIL3.

## Descrizione
Il brano è introdotto da un pianoforte che richiama le atmosfere delle colonne sonore dei film di Dario Argento, e si ripete in loop per tutta la durata della canzone. Il testo racconta la storia di un'amicizia fra due ragazzi che hanno preso strade diverse.

## Video musicale
In concomitanza con l'uscita del brano è stato pubblicato un video visual sul canale YouTube di 333 Mob. Il video ufficiale è stato pubblicato il 10 luglio 2025 sempre sul canale YouTube di 333 Mob.

## Tracce
Testi di Jacopo Lazzarini, musiche di Lorenzo Paolo Spinosa.
1. Amici come prima (feat. Lazza) – 3:21

## Classifiche
| Classifica (2025) | Posizione massima |
| ----------------- | ----------------- |
| Italia            | 18                |